# Нисимура, Дзюндзи
Дзюндзи Нисимура (яп. 西村 純二 Нисимура Дзюндзи, род. 23 декабря 1955 года) — японский режиссёр и продюсер аниме, в настоящее время проживает в Карацу, префектура Сага. После окончания университета Мэйдзи Гакуин в 1980 году Нисимура устроился в аниме-студию Nishiko Production. Первой работой Нисимуры в качестве продюсера стало аниме Space Warrior Baldios (1980), затем он продолжал руководить производством в других сериалах, таких как Six God Combination Godmars и Magical Princess Minky Momo в 1982 году. Эпизод № 44 «После того, как ты ушел» аниме Urusei Yatsura, который он снял в 1982 году, был признан японскими фанатами любимым эпизодом сериала. В 1984 году Нисимура ушёл из Нисико, а в 1985 году дебютировал в качестве режиссёра Pro Golfer Saru. С тех пор он работал в качестве режиссёра во многих аниме, созданных Studio Deen, в частности, в «Ранма ½» (начиная с 6-го сезона аниме, а также в OVA) и Kyo Kara Maoh!.

## Список работ
- Billy Inu Nandemo Shokai — режиссёр
- Bakuon!! — режиссёр
- Bermuda Triangle: Colorful Pastorale — режиссёр
- Code-E — сценарист
- D-1 Devastator — режиссёр
- Dog Days — режиссёр
- Glasslip — режиссёр
- Kishin Dōji Zenki Gaiden: Anki Kitan — режиссёр
- Koitabi ~ True Tours Nanto — режиссёр
- Kyo Kara Maoh! — режиссёр
- Kyo Kara Maoh! R — режиссёр
- Lupin the Third: The Woman Called Fujiko Mine — сценарист (эпизод 8)
- Mars — режиссёр
- Minami no Shima no Chiisana Hikouki Birdy — композитинг эпизодов
- Neo Yokio — режиссёр
- OL Kaizo Koza — раскадровка
- Otaku no Seiza — раскадровка
- Pro Golfer Saru — режиссёр
- Samurai Deeper Kyo — режиссёр серий, раскадровка (серии 1-3, 5-6, 11, 14)
- Sengoku Majin GoShogun — режиссёр анимации
- Shutendoji — режиссёр (эпизоды 1, 2)
- Simoun — режиссёр, сценарист (эпизоды 3, 9, 10, 14, 16, 17, 19, 22, 25), раскадровка (эпизоды 1, 2, 8, 12, 14, 16, 19, 22, 24, 25)
- Soul Hunter — режиссёр
- True Tears — режиссёр, сценарист (эпизоды 2, 5), раскадровка (эпизоды 1, 2, 3, 5), режиссёр эпизода (эпизод 1)
- Urusei Yatsura — помощник режиссёра
- Urusei Yatsura: Beautiful Dreamer — ассоциированный режиссёр
- Violinist of Hameln — режиссёр серий
- ViVid Strike! — режиссёр
- Windy Tales — режиссёр
- You're Under Arrest: The Movie — режиссёр
- Zenki — режиссёр
- «Василиск» — режиссёр
- «Призрак в доспехах: Синдром одиночки» — раскадровка (эпизод 29, 33)
- «Ранма ½» — режиссёр
- «Ранма ½: Пролетая над гнездом Куно» — режиссёр

## Внешние ссылки
- Дзюндзи Нисимура (англ.) на сайте Internet Movie Database
- Дзюндзи Нисимура (англ.) в энциклопедии персоналий сайта Anime News Network